# 에드 번즈
에드 번즈(Edward Byrne Breitenberger, 1932년 7월 30일~2020년 1월 8일)는 미국의 텔레비전 배우, 영화배우이다.

## 방송
- 선셋 77번가

## 영화
- 비버리 힐스 돌격대 (1989년)
- 맨킬러스 (1987년)
- 꿈꾸는 낙원 (1978년)
- 그리스 (1978년) - 빈스 폰테인 역
- 용감한 형제 (1977년)
- 스타더스트 (1974년)
- 위키드, 위키드 (1973년)
- 침략 전선 (1964년)
- 업 페리스코프  (1959년)
- 옐로우스톤 켈리 (1959년)
- 다비스 레인저스 (1958년)
- 선셋 77번가 (1958년)
- 샤이안 (1955년)